# Сен-Совёр-Виллаж
Сен-Совёр-Виллаж (фр. Saint-Sauveur-Villages) — новая коммуна на севере Франции, регион Нормандия, департамент Манш, округ Кутанс, кантон Агон-Кутенвиль. Расположена в 24 км к востоку от Сен-Ло.
Население (2018) — 3 593 человека.

## История
Коммуна образована 1 января 2019 года путем слияния семи коммун: 
- Актвиль
- Водримениль
- Ла-Ронд-Э
- Ле-Менильб
- Сен-Мишель-де-ла-Пьер
- Сен-Совёр-Ландлен
- Сент-Обен-дю-Перрон

Центром коммуны является Сен-Совёр-Ландлен. От нее же к новой коммуне перешли почтовый индекс и код INSEE. На картах в качестве координат Сен-Совёр-Виллажа указываются координаты Сен-Совёр-Ландлен.

## Достопримечательности
- Церковь Святого Лаврентия XIV века в Сен-Совёр-Ландлен
- Усадьба Гран Тот XVI века  в Сен-Совёр-Ландлен
- Церковь Святого Михаила XVIII века в Сен-Мишель-де-ла-Пьер

## Экономика
Структура занятости населения:
- сельское хозяйство — 11,3 %
- промышленность — 3,4 %
- строительство — 8,7 %
- торговля, транспорт и сфера услуг — 28,6 %
- государственные и муниципальные службы — 48,0 %

Уровень безработицы (2018) — 8,8 % (Франция в целом —  13,4 %, департамент Манш — 10,4 %). 

Среднегодовой доход на 1 человека, евро (2018) — 19 560 (Франция в целом — 21 730, департамент Манш — 20 980).

## Администрация
Пост мэра Сен-Совёр-Виллажа с 2020 года занимает Орели Гиган (Aurélie Gigan). На муниципальных выборах 2020 года возглавляемый ею независимый список победил в 1-м туре, получив 57,08 % голосов.
| Период | Период | Фамилия        | Партия | Примечания   |
| ------ | ------ | -------------- | ------ | ------------ |
| 2019   | 2020   | Патрик Леклерк |        | релаксолог   |
| 2020   |        | Орели Гиган    |        | писательница |

## Галерея

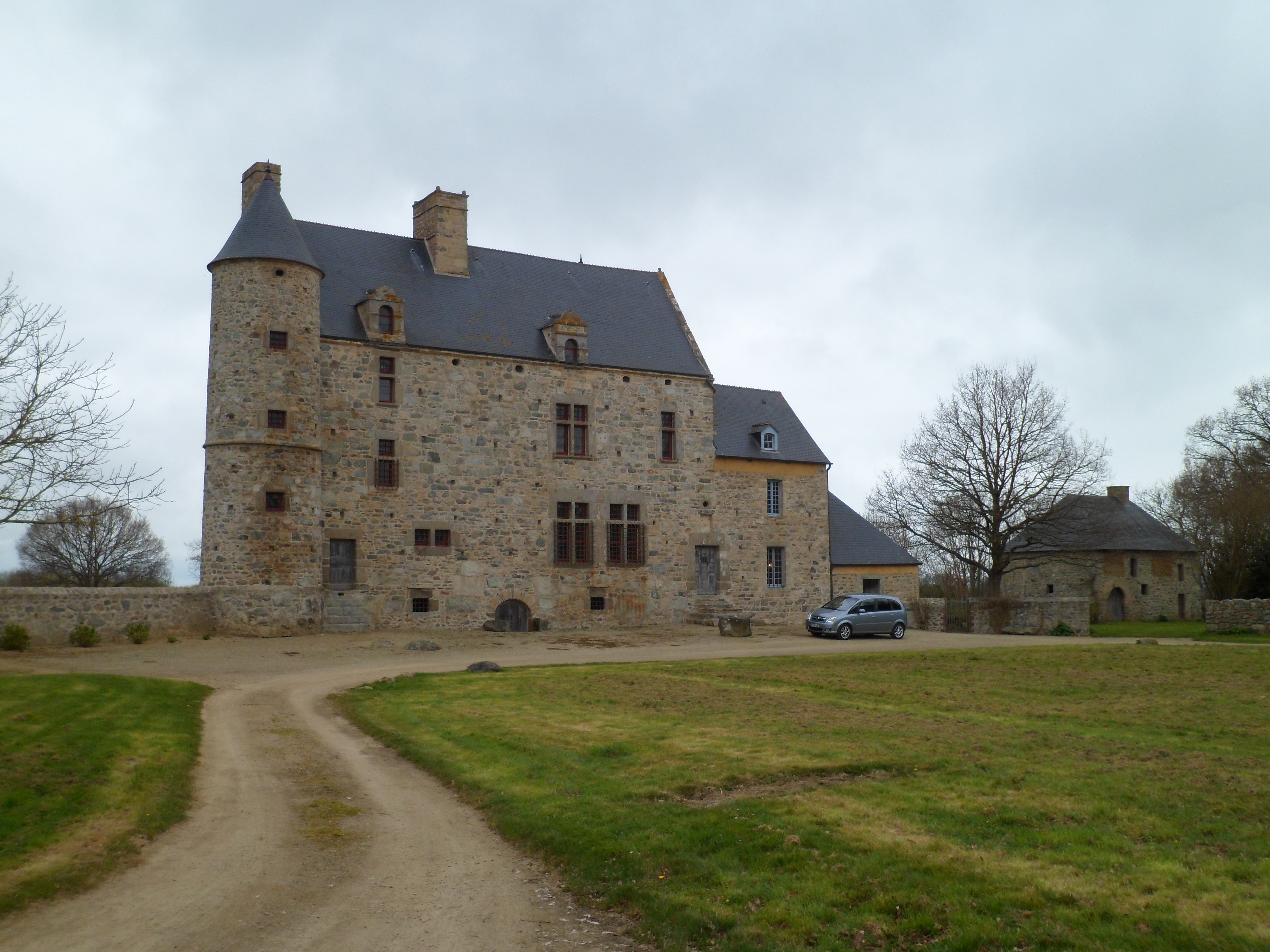
Усадьба Гран Тот
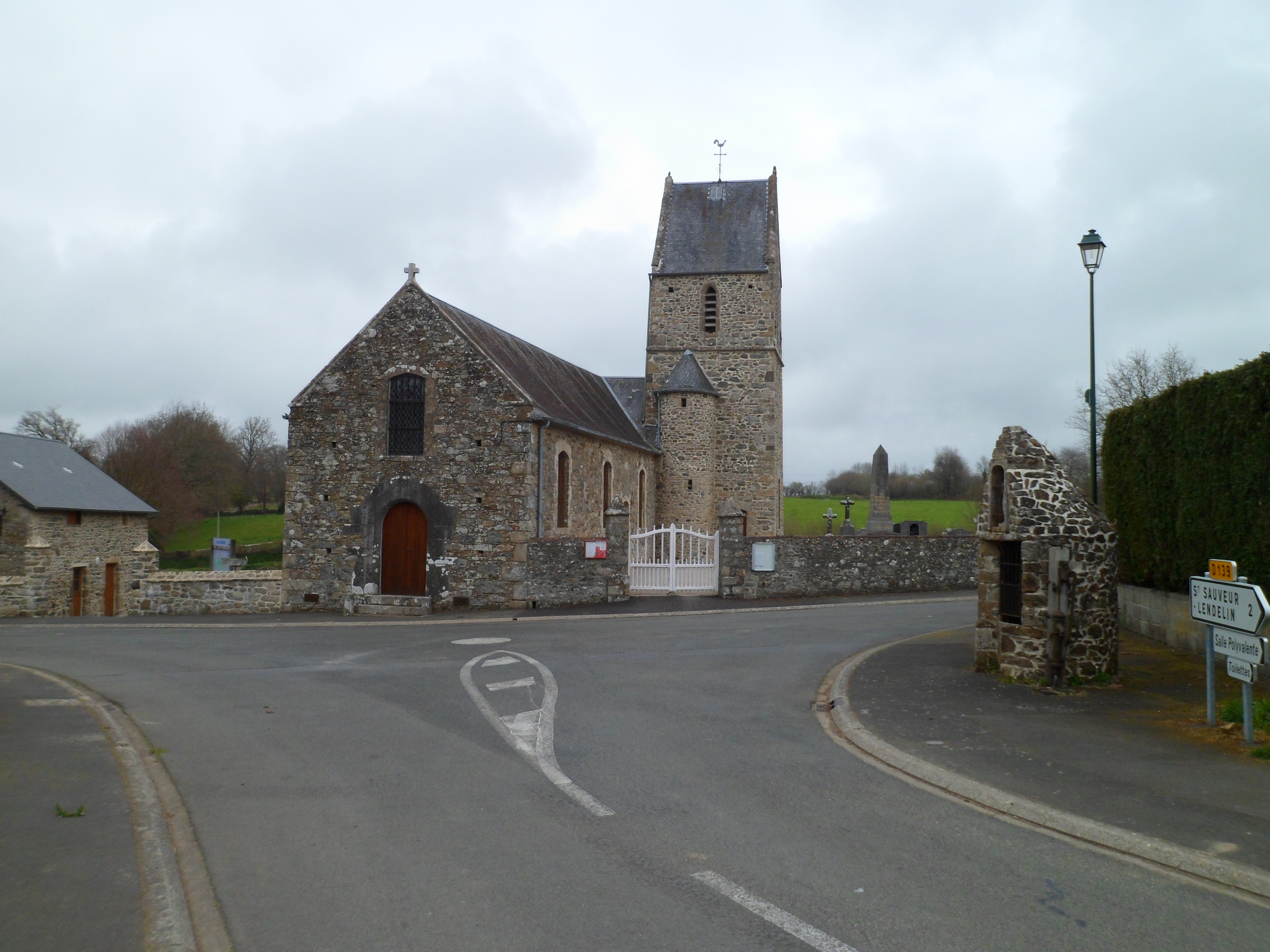
Церковь Святого Михаила